# División territorial de Malta
La división territorial de Malta consta de tres niveles.
El estado está dividido en tres regiones administrativas que agrupan a sesenta y ocho consejos locales. Los dos niveles se han establecido por la Ley de Consejo Local de 30 de junio de 1993. Hay un nivel intermedio, los distritos estadísticos, sin valor administrativo.

## Lista de consejos locales

Municipios de Malta.

| Isla de Malta | Isla de Malta | Isla de Gozo |
| - Attard - Balzan - Birgu - Birkirkara - Birżebbuġa - Bormla - Dingli - Fgura - Floriana - Gudja - Gżira - Għargħur - Għaxaq - Ħamrun - Iklin - Isla - Kalkara - Kirkop - Lija - Luqa - Marsa - Marsaskala - Marsaxlokk - Mdina - Mellieħa - Mġarr - Mosta - Mqabba | - Msida - Mtarfa - Naxxar - Paola - Pembroke - Pietà - Qormi - Qrendi - Rabat - Safi - San Ġiljan - San Ġwann - Santa Luċija - San Pawl il-Baħar - Santa Venera - Siġġiewi - Sliema - Swieqi - Ta' Xbiex - Tarxien - La Valeta - Xgħajra - Żabbar - Żebbuġ - Żejtun - Żurrieq | - Fontana - Għajnsielem - Għarb - Għasri - Kerċem - Munxar - Nadur - Qala - San Lawrenz - Sannat - Victoria - Xagħra - Xewkija - Żebbuġ |